# بديبا
بديبا هي قرية لبنانية من قرى قضاء الكورة في محافظة الشمال.